# Ziyan
Ziyan (kinesiska: 紫岩, 紫岩乡) är en socken i Kina. Den ligger i provinsen Shanxi, i den norra delen av landet, omkring 60 kilometer norr om provinshuvudstaden Taiyuan. Antalet invånare är 13 645. Befolkningen består av 6 683 kvinnor och 6 962 män. Barn under 15 år utgör 18,0 %, vuxna 15-64 år 71 %, och äldre över 65 år 10,0 %.
Genomsnittlig årsnederbörd är 637 millimeter. Den regnigaste månaden är juli, med i genomsnitt 203 mm nederbörd, och den torraste är januari, med 3 mm nederbörd.